# Легг, Уильям, 2-й граф Дартмут
Уильям Легг, 2-й граф Дартмут (англ. William Legge, 2st Earl of Dartmouth; 20 июня 1731 — 15 июля 1801) — британский государственный деятель, министр колоний, принимавший активное участие в событиях первых лет Американской революции. Он носил титул учтивости — виконт Льюишем с 1732 по 1750 год.

## Ранние годы

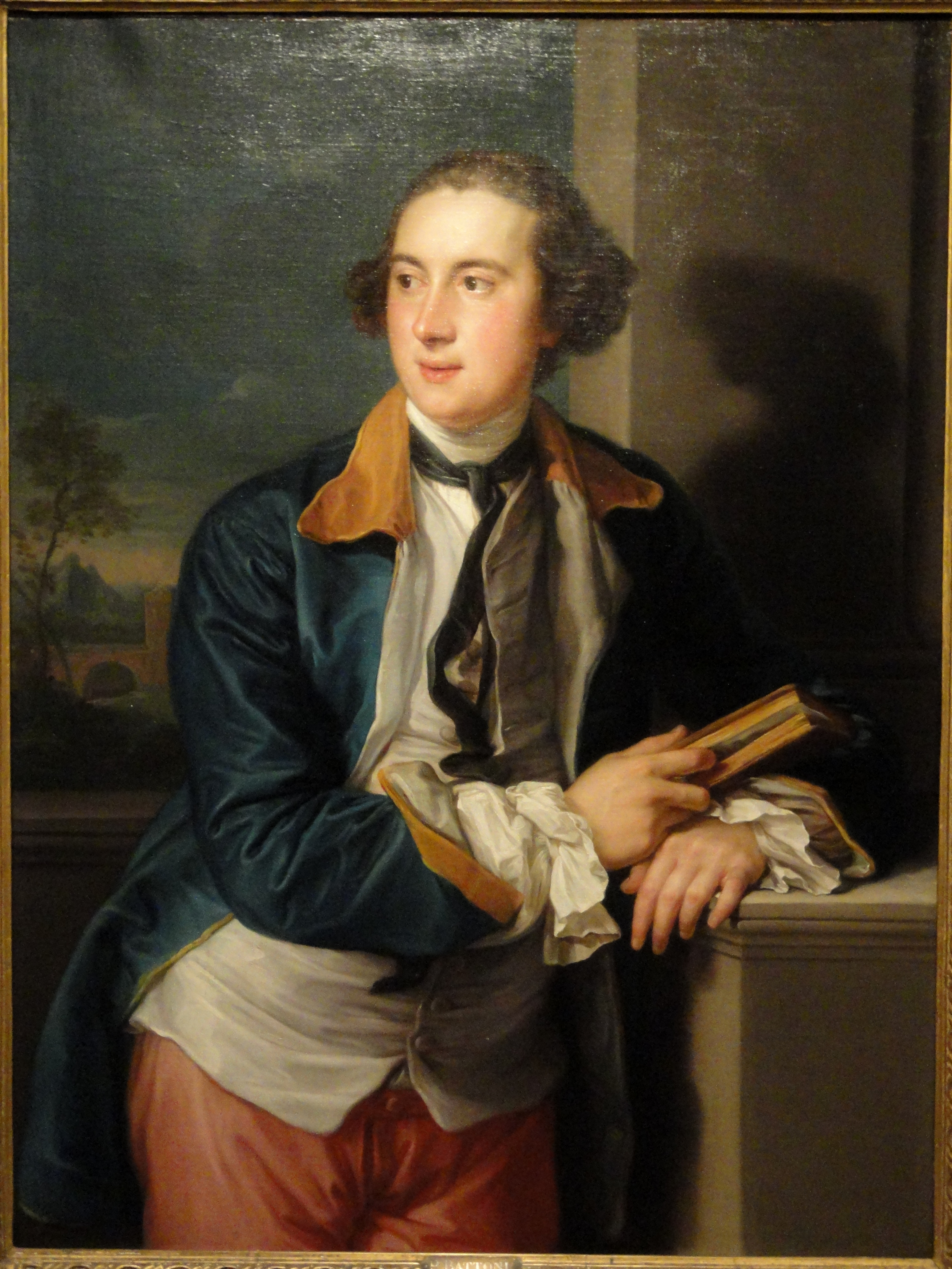
Портрет Уильяма Легга, 2-го графа Дартмута, художник — Помпео Батони, 1752—1756 годы, Художественный музей Худа, Дартмутский колледж, Ганновер, Нью-Гэмпшир

Родился 20 июня 1731 года. Единственный сын Джорджа Легга, виконта Льюишама (1704—1732), который умер, когда Уильяму был один год. Его матерью была Элизабет Кей (? — 1745), дочь сэра Артура Кея, 3-го баронета. В 1736 году она повторно вышла замуж за графа Гилфорда, чей сын от первого брака, Фредерик Норт, стал впоследствии премьер-министром Великобритании.  Джордж и Фредерик Норт впоследствии считали себя братьями, и это обстоятельство сказалось на политической ориентации Джорджа Легга.
Он получил образование в Тринити-колледже в Оксфорде.
15 декабря 1750 года после смерти своего деда Уильям Легг унаследовал 2-го графа Дартмута, 2-го виконта Льюишема (графство Кент) и 3-го барона Дартмута из Дартмута (графство Девон), став членом Палаты лордов.

## Политическая карьера
Политическая карьера лорда Дартмута началась с поста президента Совета по торговле в 1765—1766 годах.
Лорд Дартмут был министром колоний с 1772 по 1775 год. Он находился в этой должности во время Бостонского чаепития. Он поддержал «Невыносимые законы» и «Акт о Квебеке».
Летом 1775 года он получил много писем от королевского губернатора Северной Каролины Джозайи Мартина, в которых сообщалось о приготовлениях, которые правительство лоялистов проводило против отрядов патриотической милиции, и о событиях революции.
Он служил лордом-хранителем Малой печати с 1775 по 1782 год.

## Филантропия
Лорд Дартмут был крупным спонсором и ведущим попечителем английского фонда, который финансировал создание Элеазаром Уилоком Благотворительной школы Мура в Лебаноне, штат Коннектикут, для обучения и обращения индейцев.
Позднее Уилок основал Дартмутский колледж в Хановере, штат Нью-Гэмпшир, назвав школу в честь лорда Дартмута, в надежде получить от него финансовую поддержку. Лорд Дартмут отказался. В Лондоне лорд Дартмут поддержал новую Больницу для подкидышей, благотворительное учреждение по уходу и содержанию брошенных детей Лондона. Он занимал пост вице-президента организации с 1755 года до своей смерти. Знаменитый художник сэр Джошуа Рейнольдс нарисовал портрет графа и подарил его больнице.
Лорд Дартмут был принят в члены Королевского общества в ноябре 1754 года.

## Брак и дети
11 января 1755 года лорд Дартмут женился на Фрэнсис Кэтрин Николл (? — 24 июля 1805), дочери сэра Чарльза Гунтера Николла (1704—1733) и Элизабет Бланделл. У супругов было девять детей:
- Джордж Легг, 3-й граф Дартмут (3 октября 1755 — 10 ноября 1810), старший сын и преемник отца.
- Достопочтенный Уильям Легг (род. 4 февраля 1757)[9]
- Достопочтенный Чарльз Гунтер Легг (род. 18 мая 1759)[10]
- Достопочтенный Хенейдж Легг (род. 7 мая 1761)[11]
- Достопочтенный Генри Легг (23 января 1765 — 19 апреля 1844)[12]
- Адмирал достопочтенный сэр Артур Кэй Легг (25 октября 1766 −12 мая 1835)[13]
- Преподобный и достопочтенный Эдвард Легг (11 декабря 1767 — 27 января 1827)[14], епископ Оксфордский в 1816—1827 гг.
- Достопочтенный Огастес Джордж Легг (21 апреля 1773 — 21 августа 1828)[15], архидьякон Винчестерский 1814—1819 гг.
- Леди Шарлотта Легг (5 октября 1774 — 5 ноября 1848)[16] , она вышла замуж за Чарльза Данкомба, 1-го барона Февершема.

## Смерть
Лорд Дартмут скончался в Блэкхите, Кент, 15 июля 1801 года в возрасте 70 лет. Он был похоронен в Троицкой церкви в Минорисе 3 августа 1801 года. Ему наследовал его старший сын Джордж.